# Gommecourt (Yvelines)
Gommecourt – miejscowość i gmina we Francji, w regionie Île-de-France, w departamencie Yvelines. Przez miejscowość przepływa Sekwana. 
Według danych na rok 1990 gminę zamieszkiwało 559 osób, a gęstość zaludnienia wynosiła 99 osób/km² (wśród 1287 gmin regionu Île-de-France Gommecourt plasuje się na 783. miejscu pod względem liczby ludności, natomiast pod względem powierzchni na miejscu 633.).